# 리오 러쉬

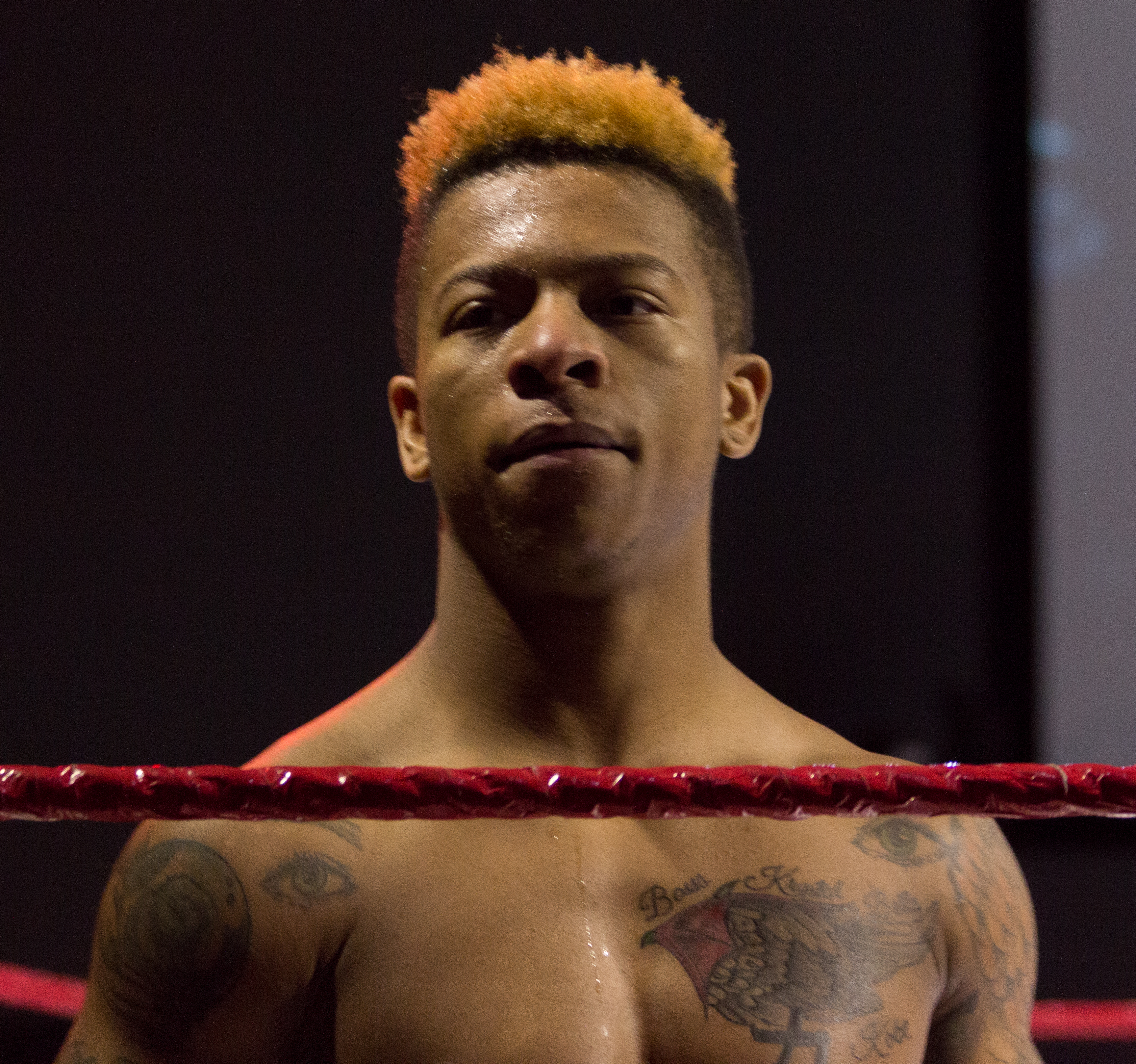

리오 러쉬(Lio Rush, 1994년 11월 11일~)는 미국의 남자 프로레슬링선수다. 2014년 프로레슬링 입문으로 본명은 라이오넬 제라드 그린(Lionel Gerard Green)이다. 예전 인디단체 링네임은 2014년 ~ 2017년까지 리 그린(LI Green)/레넌 더피(Lennon Duffy)활동을 한적도 있었다. 키는 167 cm(5 ft 6 in)에다가 몸무게는 76 kg(167 lb)이다. 그가 키는 작아도 가벼운 체격이다. 현재 WWE NXT에서 활동을 했다가 예전에는 WWE NXT 월드 크루저웨이트 챔피언이 됐다가 AEW에서 활동을 하고 있는데 2023년도에서는 임팩트 레슬링으로 활동을 하고 있다. 피니쉬는 드래곤즈 콜/파이널 아어(다이빙 프로그 스플래쉬), 러쉬 아워(스탠딩 문설트 사이드 슬램), 트위스팅 더블 언더훅 페이스버스터로 사용을 한다.

## Professional wrestling highlights
- Finishing moves
  - Dragon's Call/Final Hour (Diving frog splash)
  - Rush Hour (Standing moonsault side slam)
  - Twisting double underhook facebuster - 2017-2020
- Signature moves
  - Body slam
  - Diving headbutt
  - Multiple kick variations
    - Back
    - Jumping bycicle
    - Running enzuigiri
    - Shoot
    - Somersault front drop

  - Somersault plancha
  - Tilt-a-whirl DDT
- Wrestler manager
  - Bobby Lashley
- Nicknames
  - "Blackheart"
  - "Champ of the Hour"(champion)
  - "Man of the Hour"
  - "MOTH" (Man of the Hour)
- Entrance themes
  - "Paint It Black" by Hidden Citizens (ROH; 2015-2016)
  - "Feel the Rush" by Lio Rush (ROH; 2016-2017)
  - "I Came to Collect" by CFO$ (WWE NXT/WWE; 2017-2018; 2019-2020)
  - "Dominance (Remix)" by CFO$ (WWE; 2018-2019; used as manager of Bobby Lashley)
  - "Best Thing Out" by Lio Rush Feat Nick Brodeur (Major League Wrestling/AEW / NJPW; 2020-2022)
  - "Entrance" by Lio Rush (AEW; 2020-2022)
  - "I'll Be Me" by Lio Rush (NJPW/Impact Wrestling; 2023-present)

## 수상
- CZW 월드 헤비웨이트 챔피언 (1회)
- CZW 월드 와이어드웨이트 챔피언 (2회)
- 아이언맨 월드 헤비웨이트 챔피언 (1회)
- HOG 월드 크라운 주얼웨이트 챔피언 (1회)
- MCW 월드 태그팀웨이트 챔피언 (1회) - 패트릭 클라아크
- 셰인 섐락 머모어리얼 컵 (2015, 2016)
- 랭크드 넘버 120 오브 더 탑 500 싱글즈 레슬링 인 더 PWI 500 인 2017
- 톱 포스펙트 토너먼트 (2016)
- WWE NXT 월드 크루저웨이트 챔피언 (1회)
- WWE 유나이티드 킹덤 챔피언 인버테이셔널 (2016)